# 星火同盟抗爭支援

星火同盟抗爭支援標誌

星火同盟抗爭支援（簡稱星火同盟、星火），是2016年成立的組織，目的為支援因社會運動而被捕的人士。

## 背景
星火同盟於2016年旺角騷亂後成立，
前身為組織「初一的月光」。成員主要來自本土民主前線及香港民族陣綫等多個組織。創辦人包括游蕙禎的男友林肇彥，但林於2018年7月辭任發言人並退出星火同盟。
星火同盟會免費協助被捕人士保釋及提供法律諮詢服務。
也曾舉辦集會聲援被捕人士及設置街站呼籲市民撰寫心意卡及信件予在囚社運人士，亦會向被捕人士提供生活費。
一些律師會為星火同盟提供協助，例如梁家傑律師曾於星火同盟街站呼籲公眾支持。黃國桐律師會協助提供法律諮詢服務，他表示自6月反對逃犯條例修訂草案運動起，他認識的義務律師均沒有收取任何費用。

## 反對逃犯條例修訂草案運動
在反對逃犯條例修訂草案運動期間，一些商店會將營業額捐給星火同盟，並有音樂人為星火同盟舉辦義演活動。
2019年11月18日，《信報》報導星火同盟因被指銀行戶口與當初報稱的開戶用途不符，被花旗銀行及匯豐銀行中止其戶口運作。匯豐及花旗銀行回應指發現戶口的交易活動與報稱的用途不相符後，要求解釋未果才作出關閉戶口的決定。
12月19日，警方以涉及洗黑錢的罪名拘捕四人，搜出13萬現金、價值16萬港元的超級市場現金券收據，並凍結約7,000萬元。警方指星火同盟於運動期間籌得約8,000萬元，當中大部份為本地存入，所得款項大部分流入一間空殼公司全盛服務管理有限公司（Prime Management Service Limited，即星火同盟接收捐款的銀行戶口帳戶名稱），該空殼公司2011年成立時稱業務是清潔用品買賣，但成立後一直無現金交易紀錄，直至拘捕行動半年前開始有頻繁的現金交易紀錄，結果引來銀行懷疑，向警方舉報。警方起初指款項大部分被用作購買保險產品，其後改稱以數十萬元購買保險年金產品。受益人為50歲的空殼公司唯一的董事王慕雄。
星火同盟當晚於社交網站批評警方的陳述不實，將平台運作扭曲為洗黑錢，惡意抹黑籌款平台。金融業職工總會亦指星火同盟作為籌款平台，有大量現金流動合理，批評警方在未有充份證據下，將星火同盟與洗黑錢拉上關係，令人質疑其目的為凍結異見人士資產，損害香港自由經濟聲譽。
12月22日，有民间组织發起当晚7時在中環愛丁堡廣場舉行「星火不息，燃點國際」集會，聲援遭警方拘捕的「星火同盟」成員。
12月24日警民衝突期间，一些反修例示威者因反对滙豐及花旗取消星火同盟的銀行戶口对汇丰银行及花旗銀行实施破坏。12月25日上午，汇丰银行发表声明，關閉星火同盟帳戶合法及符合國際監管標準。

## 法庭提堂
2022年9月26日，高等法院原訟庭接受警方申請，以閉門的方式頒令將「星火同盟」的懷疑犯罪得益共7000萬港元充公。
警方財富情報及調查科財富調查組警司鄒祥有在新聞發佈會表示，「星火同盟」的部分款項被人用作私人用途，例如購買私人保險，清還私人信用卡欠款等，亦有部分款項被提走，與聲稱用作支援示威者的用途不符，涉事者可能已觸犯盜竊或欺詐罪。因此根據《有組織及嚴重罪行條例》第8條，向原訟庭申請將涉及2名已潛逃人士的7000萬港元充公。今天法官接受有關申請符合法例要求，頒出充公令。鄒祥有表示，由於法律程序及調查工作仍在進行，故不能披露案件更多詳情，而法庭的頒令理據亦無法公開；此外警方亦不能透露是否有調查其他類似的案件。警方於2019年11月採取拘捕行動，以處理犯罪得益罪拘捕4名懷疑涉案人士。當中有1人已被落案起訴，1人仍在調查中，餘下2人則分別在前年10月和去年3月潛逃離開香港。